# 391532 Markdowning
391532 Markdowning è un asteroide della fascia principale. Scoperto nel 2007, presenta un'orbita caratterizzata da un semiasse maggiore pari a 2,542209 UA e da un'eccentricità di 0,102765, inclinata di 29,582077° rispetto all'eclittica. Ha un diametro di 4,091 km e un'albedo di 0,051.
Fa parte della famiglia di asteroidi Brucato.
Mark Downing è un esperto di sensori CCD a fronte d'onda, utilizzati nei più moderni sistemi di ottica adattiva astronomica. Mark ha avuto un ruolo determinante nello sviluppo del CCD220, fondamentale per le prestazioni dell'Extremely Large Telescope, che con i suoi 39 metri di apertura sarà il più grande telescopio ottico mai sviluppato per l'astronomia.